# 29. květen
29. květen je 149. den roku podle gregoriánského kalendáře (150. v přestupném roce). Do konce roku zbývá 216 dní. Svátek slaví Maxmilián a Maxim.

## Události

### Česko

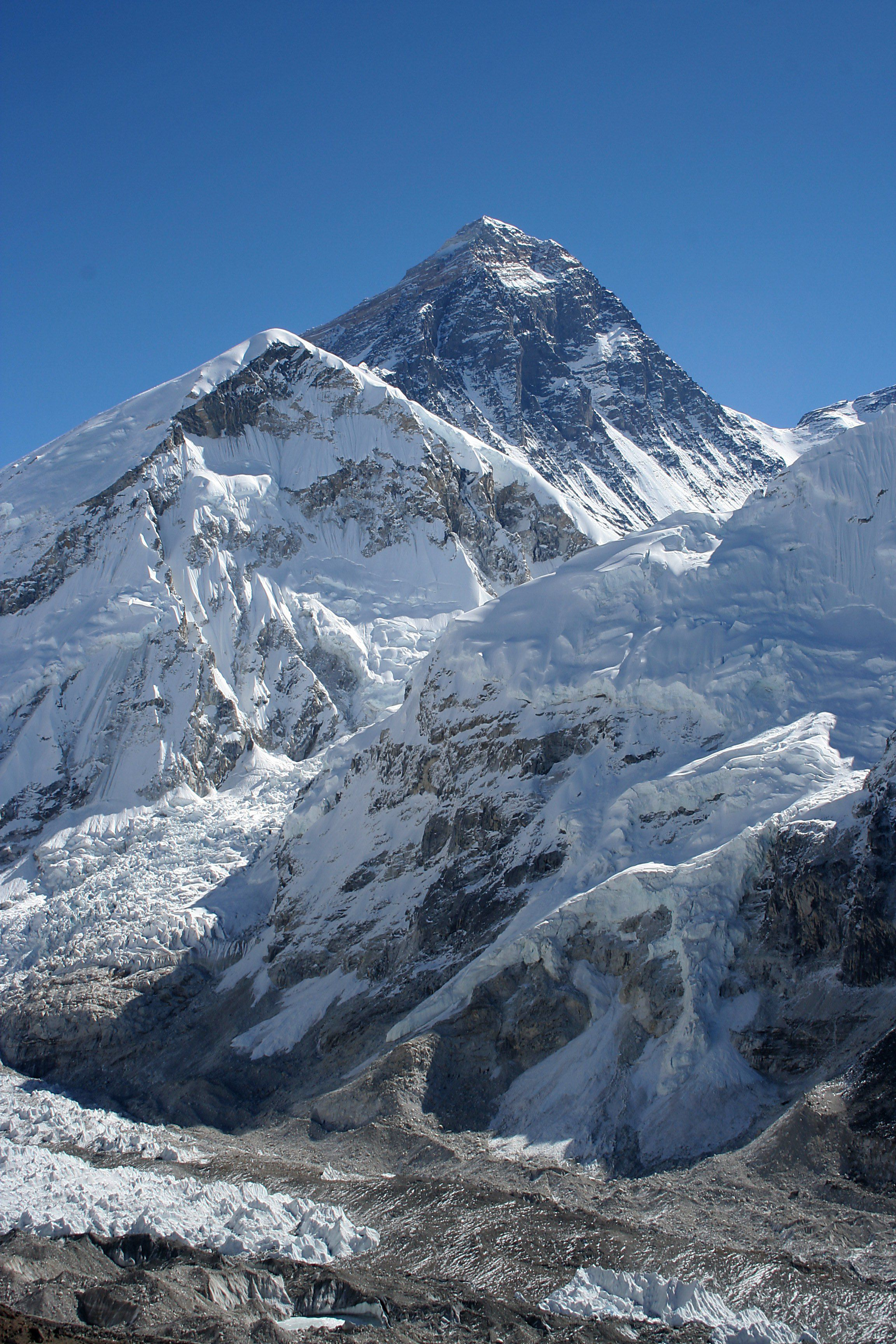
1953 – první lidé na vrcholu Mount Everest

- 1855 – Bylo zrušeno vězení na Špilberku.
- 1908 – Město Královo Pole u Brna dostává svůj městský znak udělený císařem Františkem Josefem I.
- 1914 – Začal Pátý sjezd českých lékařů a přírodozpytců, na kterém mj. byla Emilem Votočkem a Alexandrem Sommerem Baťkem navržena reforma českého chemického názvosloví.
- 1915 – Bartoloměj Novák otevírá nové kino Aladin (dnes Lucerna) v Brně-Žabovřeskách.
- 1938 – V Československu proběhly obecní volby, které přinesly vítězství extremistických a fašistických stran v pohraničí a částečně i na Slovensku.
- 1975 – Ludvík Svoboda byl ze zdravotních důvodů zbaven funkce prezidenta Československé socialistické republiky. Jeho nástupcem byl zvolen Gustáv Husák. Svou funkci zastával až do 10. prosince 1989.
- 2006 – Jan Kubice přednesl poslancům branného výboru svou zprávu. Ta byla později podle něj médii nazvána jako tzv. „Kubiceho zpráva“.
- 2010 – Skončily volby do Poslanecké sněmovny Parlamentu České republiky, které začaly předchozího dne.
- 2013 – V Čechách začaly povodně, které si vyžádaly 15 obětí.

### Svět
- 1176 – Došlo k bitvě u Legnana.
- 1453 – Turci v čele se sultánem Mehmedem II. dobyli Konstantinopol – Byzantská říše zanikla. (Toto datum je některými historiky považováno za konec středověku.)
- 1536 – Anglický král Jindřich VIII. se oženil se svou třetí ženou Janou Seymourovou. Svatba proběhla deset dní po stětí jeho druhé ženy Anny Boleynové.
- 1660 – Králem Anglie se v den svých narozenin stal Karel II. Stuart. To znamená návrat Anglie k monarchii (restaurace anglické monarchie).
- 1790 – Rhode Island přistoupil jako 13. stát do Unie.
- 1848 – Wisconsin přistoupil jako 30. stát do Unie.
- 1886 – V deníku Atlanta Journal v Atlantě byla zveřejněna první reklama na Coca-colu.
- 1913 – V Paříži proběhla premiéra baletu Igora Stravinského Svěcení jara.
- 1914 – Při ústí řeky sv. Vavřince se po srážce s norským uhlákem SS Storstad potopil britský zaoceánský parník RMS Empress of Ireland. Zahynulo 1012 cestujících a členů posádky.
- 1919 – Arthur Eddington při zatmění Slunce poprvé testoval platnost všeobecné teorie relativity.
- 1948 – OSN založila UNTSO, aby udržovala mír na Blízkém východě.
- 1953 – Sir Edmund Hillary a šerpa Tenzing Norgay dosáhli jako první lidé vrcholu Mount Everestu.
- 1954 – Papež Pius XII. svatořečil Pia X.
- 1954 – Začalo první setkání skupiny Bilderberg.
- 1974 – Program Luna: Na cestu k Měsíci vyrazila sovětská sonda Luna 22.
- 1985 – Při výtržnostech před finále evropského poháru ve fotbale zahynulo na Heysel Stadium v Bruselu 39 fanoušků.
- 1988 – Americký prezident Ronald Reagan zahájil svou první návštěvu SSSR.
- 2005 – Francie v referendu odmítla ratifikovat Evropskou ústavu.
- 2014 – Byla podepsána dohoda o vzniku Eurasijského ekonomického svazu.
- 2019 – V Budapešti se na rozvodněném Dunaji po srážce potopila výletní loď Hableány, zahynulo 26 jihokorejských turistů a oba členové posádky.
- 2020 – Epicentrum pandemie covidu-19 se přesunulo do států Latinské Ameriky - Brazílie, Mexiko, Peru a Chile zaznamenaly za poslední dny nejvyšší přírůstky nakažených i obětí .

## Narození

### Česko

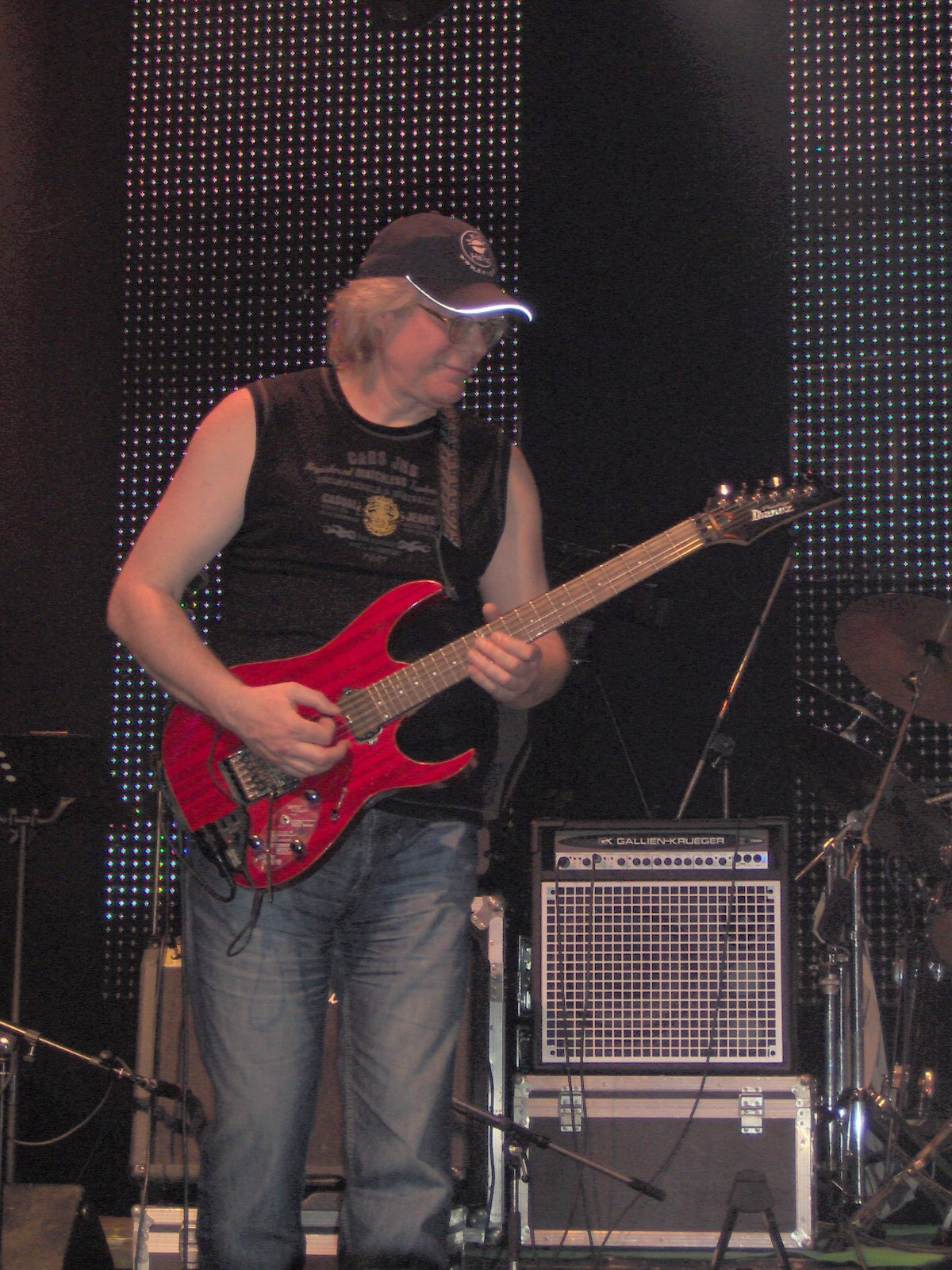
Miloš Morávek (* 1951)

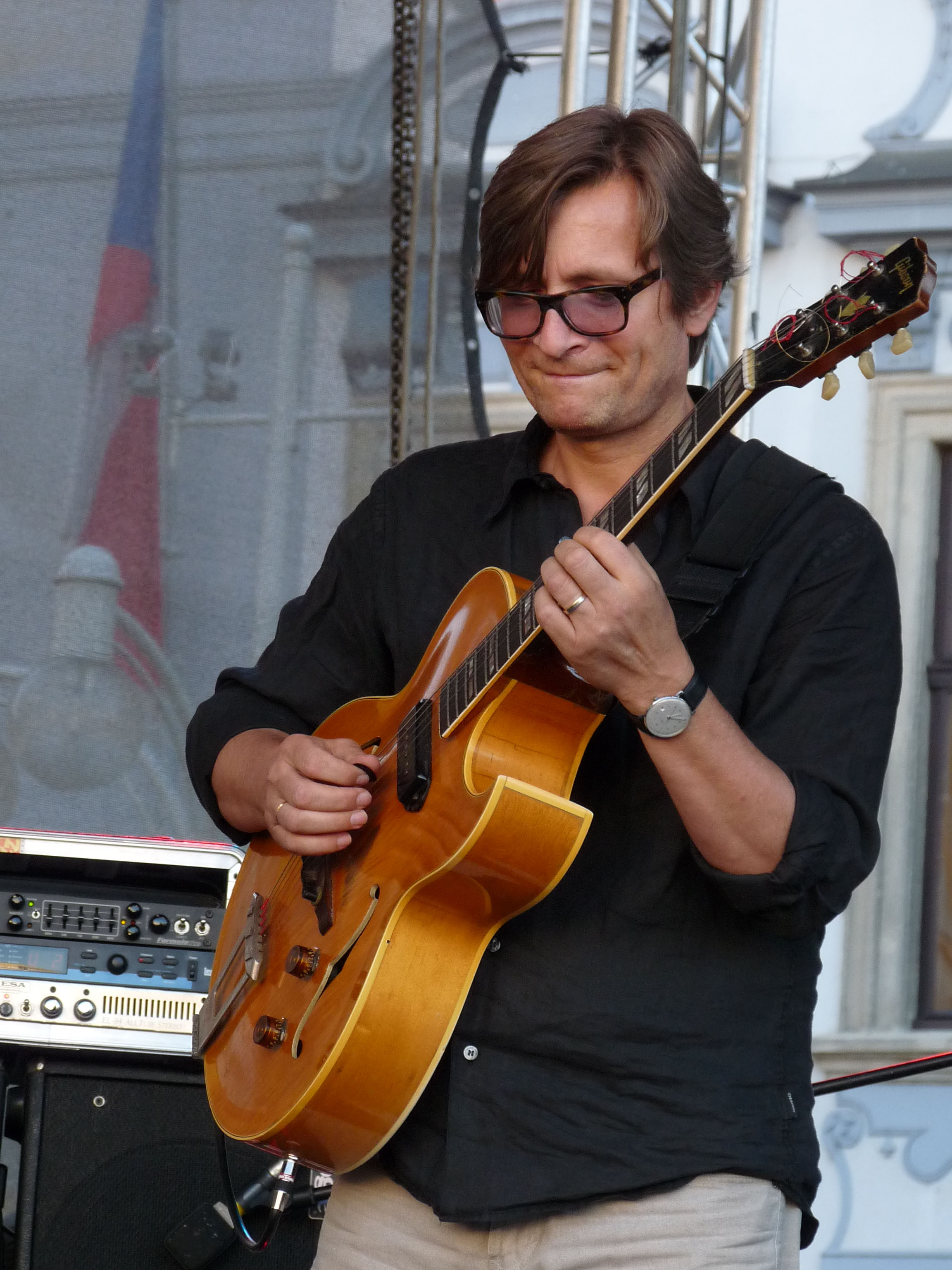
Rudy Linka (* 1960)

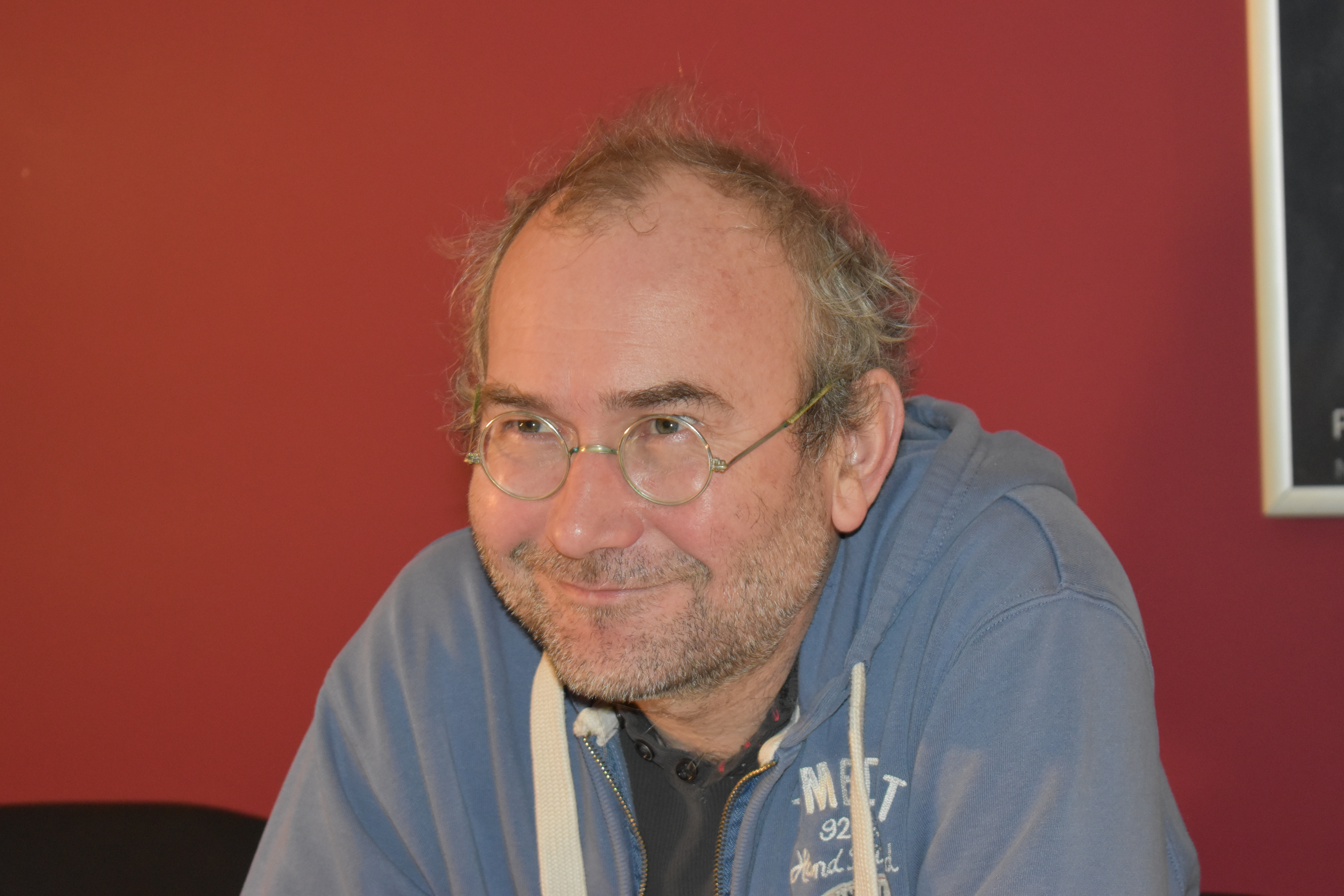
Bohdan Sláma (* 1967)

- 1464 – Barbora Braniborská, manželka českého krále Vladislava Jagellonského († 4. září 1515)
- 1373 – Markéta Lucemburská (1373–1410), dcera Karla IV. a Alžběty Pomořanské († 4. června 1410)
- 1675 – Otto Honorius z Egkhu, světící biskup olomoucké diecéze († 30. dubna 1748)
- 1777 – Johann Nepomuk Fischer, první profesor oftalmologie na Univerzitě Karlově v Praze († 17. října 1847)
- 1815
  - Antonín Jaroslav Vrťátko, český spisovatel († 19. prosince 1892)
  - Leopold von Dittel, rakouský lékař moravského původu, zakladatel urologie († 28. července 1898)
  - Jan Malýpetr, učitel tělocviku, spoluzakladatel Sokola († 31. ledna 1899)
- 1828 – Ivan Bohdan Staněk, chemik, politik a básník († 23. května 1868)
- 1829 – Ferdinand Čenský, důstojník, učitel, spisovatel a novinář († 31. ledna 1887)
- 1833 – Karel Houška, starosta Plzně († 21. dubna 1889)
- 1846 – Gustav Marchet, předlitavský pedagog, právník a politik († 27. dubna 1916)
- 1852 – Jindřich Kàan z Albestů, skladatel a pedagog († 7. března 1926)
- 1860 – Jan Nepomuk II. ze Schwarzenbergu, kníže šlechtického rodu Schwarzenbergů († 1. října 1938)
- 1874 – Karel Pavlík, český sochař († 13. ledna 1947)
- 1884 – Karel Dusl, matematik a pedagog († 3. listopadu 1948)
- 1899 – Rudolf Popler, dostihový jezdec († 16. října 1932)
- 1901 – Emil Franzel, sudetoněmecký historik, novinář a spisovatel († 29. června 1976)
- 1902 – Antonín Šuránek, kněz, teolog, spisovatel († 3. listopadu 1982)
- 1916 – Ladislav Jehlička, katolický publicista, redaktor a politický vězeň († 11. února 1996)
- 1920 – Milan Pásek, režisér, herec a pedagog († 27. prosince 1990)
- 1922 – František Štěpánek, český divadelní režisér († 13. října 2000)
- 1924 – Miloslav Kříž, československý basketbalista († 20. května 2013)
- 1926 – Václav Šimon, urolog
- 1930 – Luďa Marešová, herečka († 4. listopadu 2011)
- 1932 – Miroslav Richter, archeolog († 12. srpna 2011)
- 1934
  - Vladislav Malát, politik, fyzik a překladatel
  - Věra Plívová-Šimková, filmová režisérka († 13. října 2024)
- 1935 – Ivo Vasiljev, koreanista a vietnamista († 23. října 2016)
- 1938 – Ivan Brož, diplomat, překladatel a spisovatel literatury faktu. († 24. dubna 2012)
- 1940 – Ladislav Vilímek, historik
- 1943
  - Jan Kůrka, sportovní střelec, olympijský vítěz v roce 1968
  - Lukáš Matoušek, klarinetista, skladatel, hudební režisér a dramaturg
  - Antonín Viktora, kytarista († 29. května 2014)
- 1948 – Alena Vlasáková, česká pianistka a pedagožka
- 1951
  - Vlasta Dufková, romanistka, překladatelka a básnířka
  - Miloš Morávek, kytarista
- 1960 – Rudy Linka, jazzový kytarista
- 1967 – Bohdan Sláma, filmový režisér a scenárista
- 1988 – Jaroslav Beck, hudební skladatel a podnikatel

### Svět

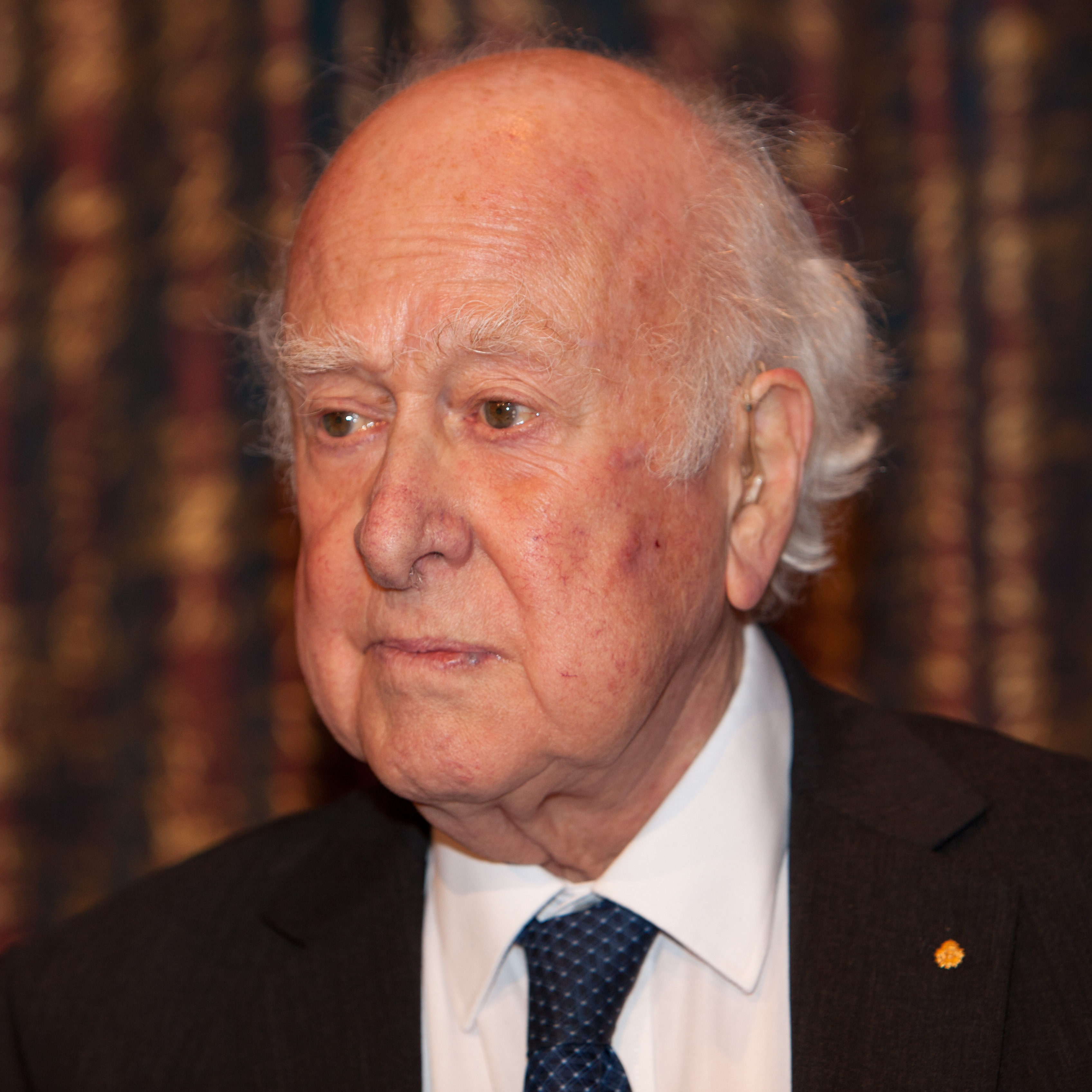
Peter Higgs (* 1929)

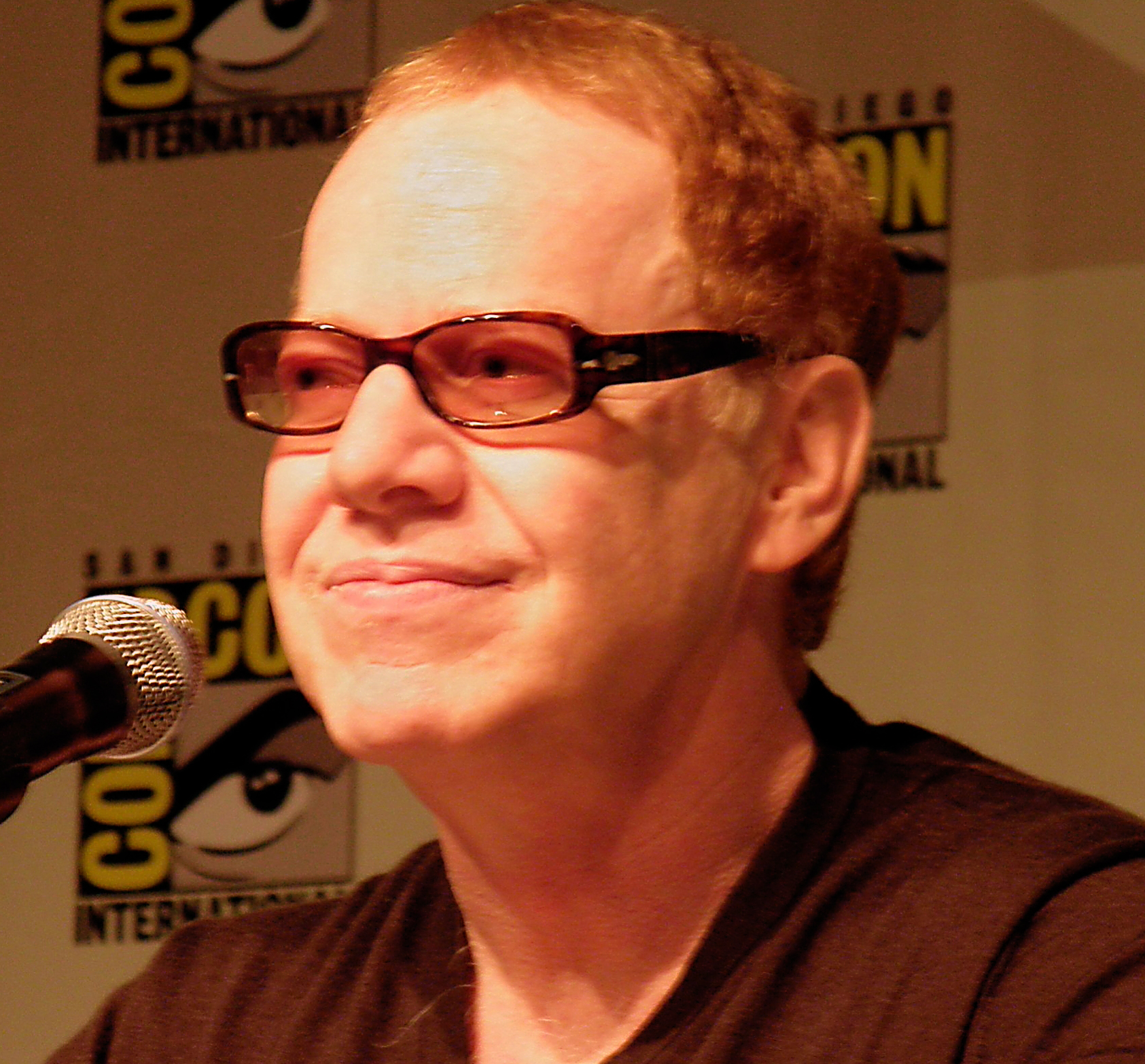
Danny Elfman (* 1953)

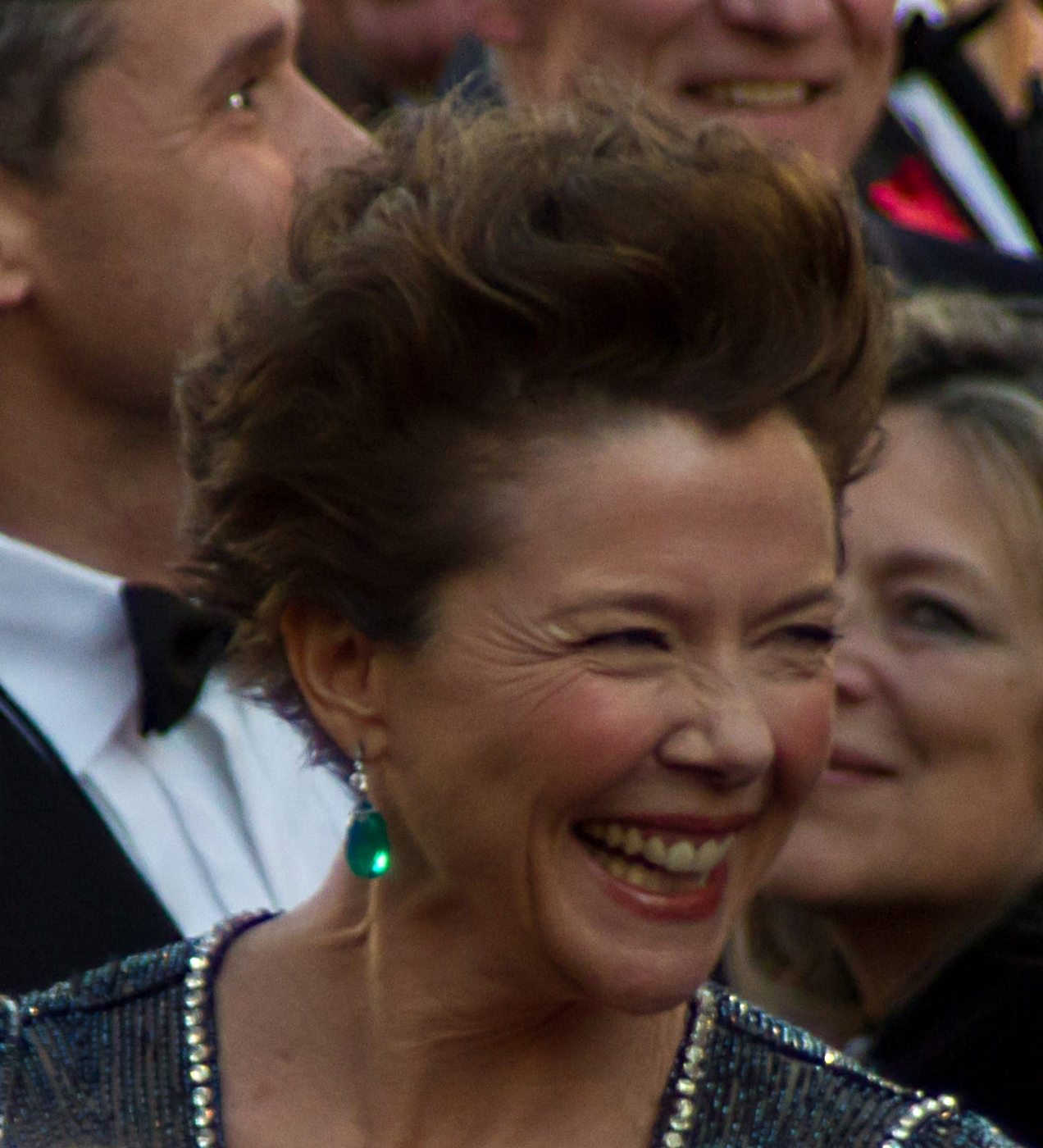
Annette Bening (* 1958)

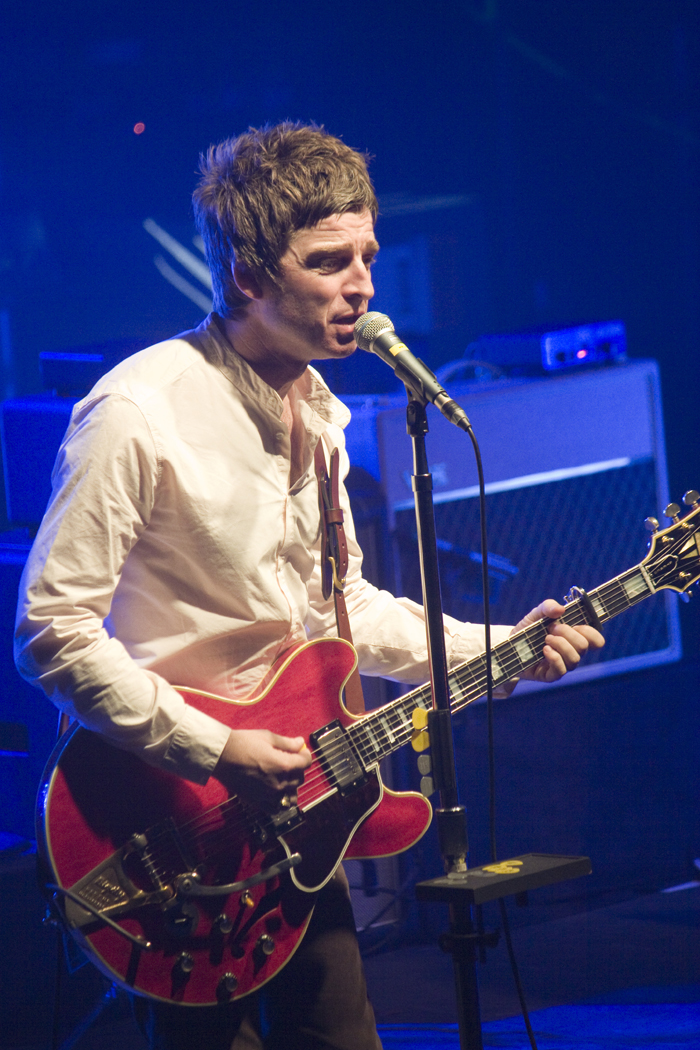
Noel Gallagher (* 1967)

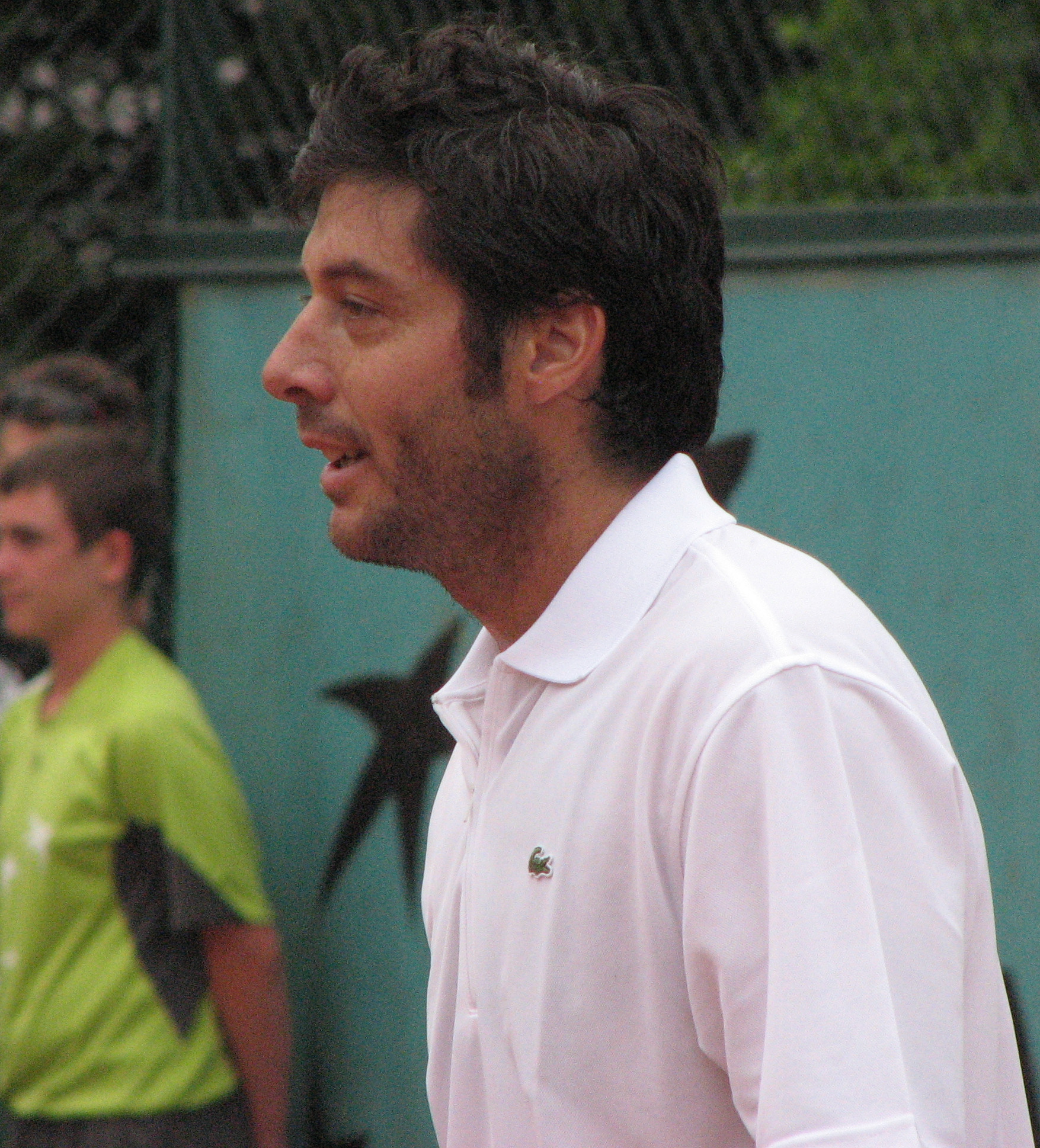
Sébastien Grosjean (* 1978)

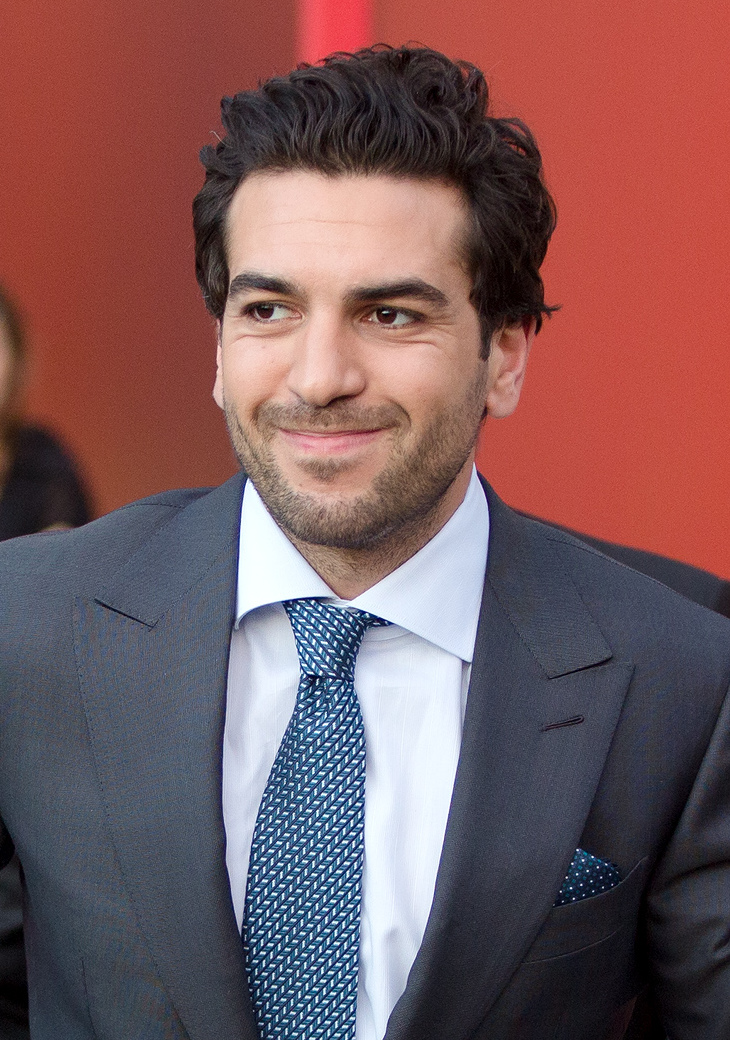
Elyas M’Barek (´1982)

- 1421 – Karel z Viany, titulární navarrský král, básník a humanista († 23. září 1461)
- 1594 – Gottfried Heinrich Pappenheim, císařský polní maršál († 17. listopadu 1632)
- 1630 – Karel II. Stuart, anglický, skotský a irský král († 1685)
- 1781 – John Walker, anglický chemik, vynálezce zápalky († 1. května 1859)
- 1830 – Louise Michelová, francouzská anarchistka († 10. ledna 1905)
- 1848 – Anton Emanuel Schönbach, rakouský germanista a literární vědec († 25. srpna 1911)
- 1867 – Frank Stoker, irský tenista a ragbista († 8. ledna 1939)
- 1868 – Adalbert von Widmann, předlitavský šlechtic a politik († ?)
- 1769
  - Maxmilián Josef z Thun-Taxisu, bavorský královský důstojník a generálmajor rakouské armády († 15. května 1831)
  - Anna Maria Taigi, italská blahoslavená katolické církve († 9. června 1837)
- 1859 – Erich Wasmann, rakouský jezuita, biolog a entomolog († 27. února 1931)
- 1873 – Rudolf Tobias, estonský skladatel a varhaník († 29. října 1918)
- 1874 – Gilbert Keith Chesterton, anglický spisovatel († 14. června 1936)
- 1879 – Richard Hamann, německý historik umění († 9. ledna 1961)
- 1880 – Oswald Spengler, německý filosof a spisovatel († 8. května 1936)
- 1887 – Louis Leon Thurstone, americký psycholog, statistik, psychometrik († 30. září 1955)
- 1882 – Doris Ulmann, americká fotografka († 28. srpna 1934)
- 1891 – Yvan Goll, francouzský básník († 27. února 1950)
- 1892 – Max Brand, americký spisovatel westernů († 12. května 1944)
- 1894 – Josef von Sternberg, rakouský režisér († 22. prosince 1969)
- 1897 – Erich Wolfgang Korngold, rakousko-americký hudební skladatel, klavírista a dirigent († 29. listopadu 1957)
- 1901 – Wolfgang Schmieder, německý muzikolog († 8. listopadu 1990)
- 1903 – Bob Hope, americký herec a moderátor († 27. července 2003)
- 1911
  - Lea Goldbergová, izraelská básnířka, spisovatelka a překladatelka († 15. ledna 1970)
  - George Szekeres, maďarský a australský matematik († 28. srpna 2005)
- 1914 – Tenzing Norgay, nepálský šerpa, spolu s Edmundem Hillarym první člověk na vrcholu Mount Everestu († 1986)
- 1917 – John Fitzgerald Kennedy, americký politik a prezident v letech 1961–1963 († 22. listopadu 1963)
- 1918 – Robert C. Tucker, americký politolog, historik a diplomat († 29. července 2010)
- 1920 – John Harsanyi, americký ekonom, Nobelova cena 1994 († 9. srpna 2000)
- 1922 – Iannis Xenakis, řecký avantgardní skladatel vážné hudby a architekt († 4. února 2001)
- 1923 – Eugene Wright, americký kontrabasista († 30. prosince 2020)
- 1926 – Abdoulaye Wade, senegalský prezident
- 1927 – Varkey Vithayathil, arcibiskup katolické církve syrsko-malabarského ritu, kardinál († 1. dubna 2011)
- 1928 – Freddie Redd, americký klavírista († 17. března 2021)
- 1929 – Peter Higgs, britský teoretický fyzik († 8. dubna 2024)
- 1935 – André Brink, jihoafrický spisovatel († 6. února 2015)
- 1939 – Al Unser, americký automobilový závodník († 9. prosince 2021)
- 1941 – Doug Scott, britský horolezec († 7. prosince 2020)
- 1944
  - Helmut Berger, rakouský herec († 18. května 2023)
  - Maurice Bishop, grenadský politik a revolucionář († 19. října 1983)
- 1945 – Gary Brooker, britský zpěvák a klávesista
- 1946 – Héctor Yazalde, argentinský fotbalový útočník († 18. června 1997)
- 1949 – Francis Rossi, britský zpěvák a kytarista
- 1950 – Pete Zorn, americký multiinstrumentalista († 19. dubna 2016)
- 1953 – Danny Elfman, americký skladatel populární a filmové hudby
- 1956 – La Toya Jackson, americká zpěvačka, sestra Michaela Jacksona
- 1957 – Ted Levine, americký herec
- 1958
  - Annette Beningová, americká herečka
  - Mark Solonin, ruský historik a spisovatel
- 1959 – Rupert Everett, britský herec
- 1963 – Blaze Bayley, britský zpěvák (Iron Maiden)
- 1965 – Jarmo Myllys, finský lední hokejista
- 1967 – Noel Gallagher, britský kytarista a zpěvák (Oasis)
- 1974 – Stephen Larkham, australský ragbista
- 1975
  - Jason Allison, kanadský hokejista
  - Jozef Antalovič, slovenský fotbalista
- 1978 – Sébastien Grosjean, francouzský tenista
- 1980 – Adauto, brazilský fotbalista
- 1981 – Andrej Aršavin, ruský fotbalista
- 1982 – Elyas M’Barek, rakouský herec
- 1983 – Jevgenija Poljakovová, ruská atletka
- 1989 – Jegor Trapeznikov, ruský horolezec
- 1990 – Christopher Alesund, švédský profesionální hráč počítačové herní série Counter-Strike
- 2000 – Jelena Krasovská, ruská sportovní lezkyně
- 2001 – Frederike Fell, německá sportovní lezkyně

## Úmrtí

### Česko

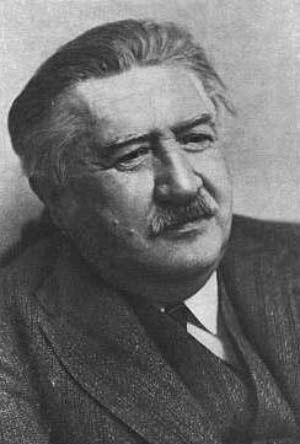
Josef Suk († 1935)

- 1637 – Jiří Třanovský, český a slovenský kněz a spisovatel (* 1592)
- 1774 – Silvestr Weltz, kapelník a hudební skladatel (* 1709)
- 1880 – Karl van der Strass, brněnský starosta (* 5. května 1817)
- 1891 – Peregrin Obdržálek, katolický kněz, zakladatel knihoven, záložen aj., autor věroučné i jiné literatury (* 9. května 1825)
- 1907 – Bohuslav Rieger, právník a profesor rakouských říšských dějin (* 5. října 1857)
- 1916 – Jan Otto, nakladatel, vydal Ottův slovník naučný (* 8. listopadu 1841)
- 1926 – Antonín Bennewitz, český houslista, dirigent a hudební pedagog (* 26. března 1833)
- 1930 – Stanislav Čeček, československý generál, legionář (* 13. listopadu 1886)
- 1934 – Václav Myslivec, československý politik (* 10. listopadu 1875)
- 1935
  - Simonetta Buonaccini, česká básnířka (* 21. března 1893)
  - Josef Suk, hudební skladatel (* 4. ledna 1874)
- 1938
  - Jaroslav Bradáč, hudební skladatel (* 17. července 1876)
  - Mirko Eliáš, herec (* 13. srpna 1899)
  - Bohuš Kianička, československý politik slovenské národnosti (* 12. září 1875)
- 1951 – Josef Bohuslav Foerster, hudební skladatel (* 30. prosince 1852)
- 1953 – Cyril Bartoň z Dobenína, průmyslník a filantrop (* 24. prosince 1863)
- 1955 – Karel Třešňák, český herec a režisér (* 13. prosince 1896)
- 1962 – Josef Martínek, hudební pedagog a skladatel (* 18. února 1888)
- 1970 – Jaroslav Černý, český egyptolog (* 22. srpna 1898)
- 1974
  - Albert Pilát, mykolog a botanik (* 2. listopadu 1903)
  - Jaroslav Řezáč, lední hokejista a funkcionář (* 6. února 1886)
- 1978 – Karel Lenhart, sochař a restaurátor (* 21. ledna 1904)
- 1981
  - Hana Růžičková, sportovní gymnastka, stříbrná medaile z LOH 1960 a 1964 (* 18. února 1941)
  - Pavol Viboch, československý politik a člen protinacistického odboje (* 7. dubna 1896)
- 1988 – Vladimír Menšík, herec (* 9. října 1929)
- 1990 – Jaromír Brož, experimentální fyzik a pedagog (* 2. března 1908)
- 1991 – Jindřich Krejča, malíř, vědecký ilustrátor (* 4. dubna 1920)
- 1993 – Emanuel Komínek, geolog (* 28. listopadu 1929)
- 1996 – Antonín Mrkos, astronom (* 27. ledna 1918)
- 1997 – Antonín Dvořák, režisér a scénograf (* 12. září 1920)
- 2000 – Jana Březinová, herečka (* 18. března 1940)
- 2002 – Dagmar Berková, malířka (* 6. června 1922)
- 2005 – Svatopluk Pluskal, fotbalový vicemistr světa (* 28. října 1930)
- 2012
  - Jiří Špét, český historik, muzeolog a pedagog  (* 25. září 1928)
  - Alexandr Kramer, český novinář a spisovatel (* 24. května 1946)
- 2014 – Antonín Viktora, kytarista (* 29. května 1943)
- 2019 – Jiří Stránský, spisovatel, scenárista, dramatik, překladatel, básník (* 12. srpna 1931)
- 2023 – Vítězslav Mácha, zápasník (* 6. dubna 1948)

### Svět

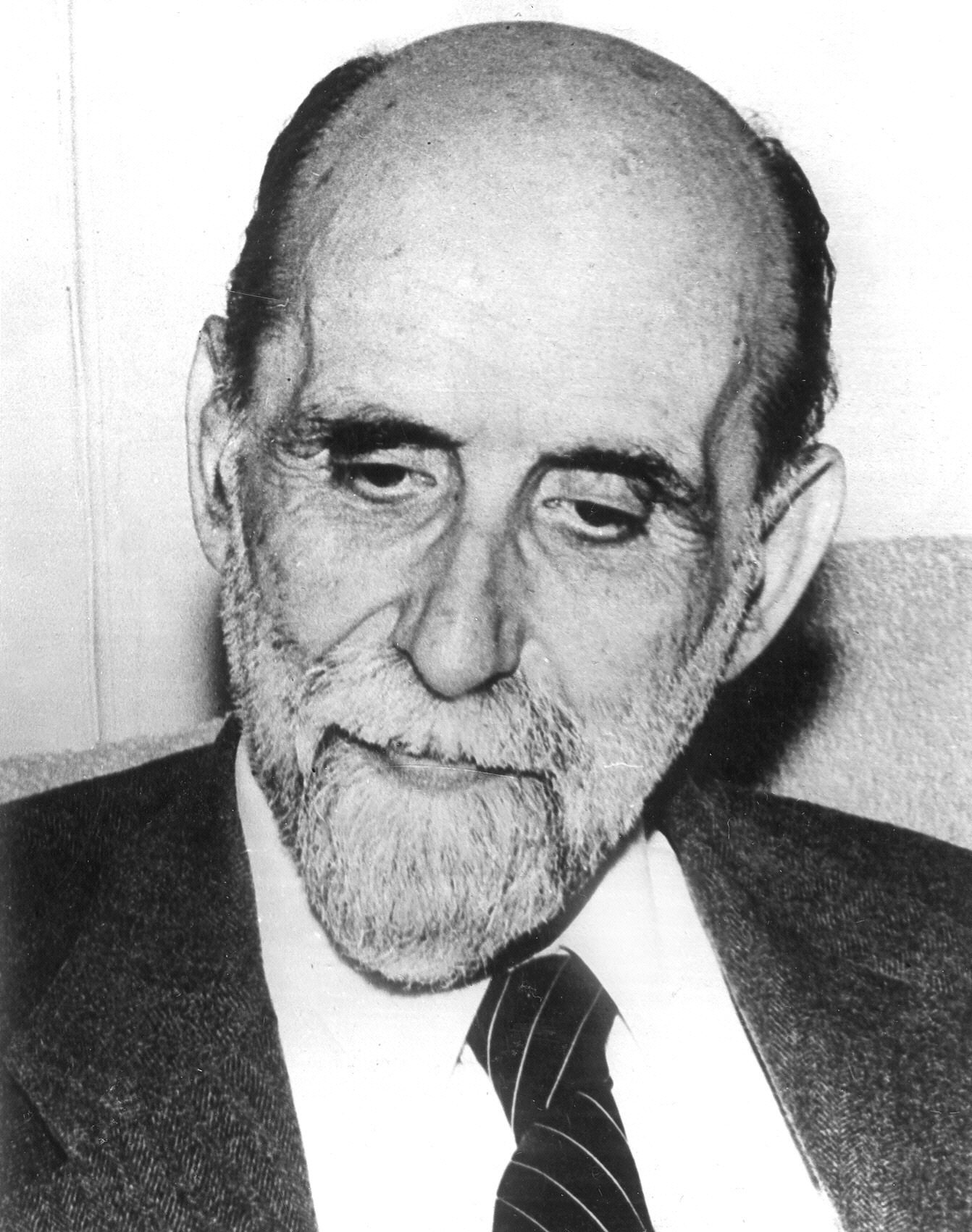
Juan Ramón Jiménez († 1958)

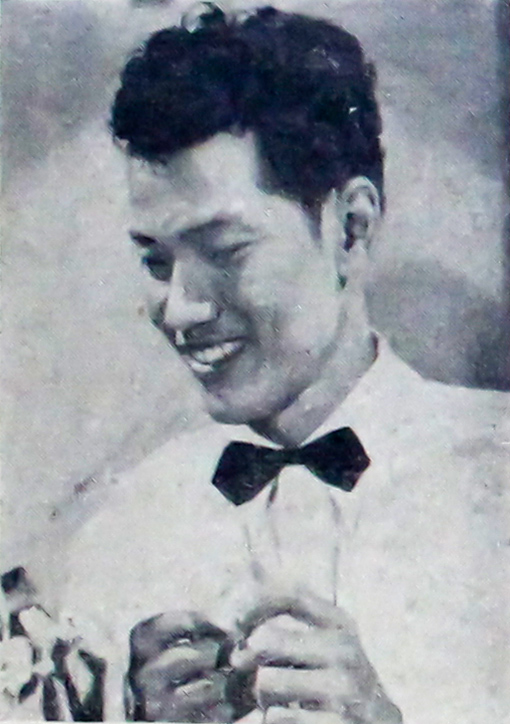
P. Ramlee († 1973)

- 1207 – Bona z Pisy, katolická světice (* ? 1156)
- 1259 – Kryštof I. Dánský, dánský král (* 1219)
- 1311 – Jakub II. Mallorský, král mallorský (* 1243)
- 1379 – Jindřich II. Kastilský, král Kastilie a Leónu (* 13. ledna 1333)
- 1425 – Chung-si, čínský císař (* 16. srpna 1378)
- 1453
  - Konstantin XI. Dragases, poslední byzantský císař (* 8. února 1405)
  - Orhan Çelebi, osmanský princ a vnuk sultána Bajezida I. (* 1412)
- 1500 – Bartolomeo Diaz, portugalský mořeplavec (* asi 1450)
- 1645 – Adam Christian Agricola, evangelický kazatel (* 24. prosince 1593)
- 1750 – Giuseppe Porsile, italský hudební skladatel (* 5. května 1680)
- 1768 – Franz Hilverding, rakouský tanečník a choreograf (* 17. listopadu 1710)
- 1814 – Joséphine de Beauharnais, francouzská císařovna, manželka Napoleona Bonaparta (* 23. června 1763)
- 1829 – Humphry Davy, anglický chemik (* 17. prosince 1778)
- 1855 – David Bruce, skotský lékař, patolog a mikrobiolog († 27. listopadu 1931)
- 1862 – Henry Thomas Buckle, anglický historik a sociolog (* 1821)
- 1875 – John Deighton, anglický obchodník, majitel baru a kapitán (* listopad 1830)
- 1883 – Marianna Oranžská, princezna pruská (* 9. května 1810)
- 1890 – Alexander von Koller, rakousko-uherský generál a politik (* 3. června 1813)
- 1892 – Bahá'u'lláh, íránský zakladatel víry Bahá'í (* 12. listopadu 1817)
- 1910 – Milij Alexejevič Balakirev, ruský skladatel, klavírista a dirigent (* 2. ledna 1837)
- 1911 – W. S. Gilbert, anglický dramatik, libretista, básník a ilustrátor (* 18. listopadu 1836)
- 1914 – Paul Mauser, německý konstruktér zbraní (* 27. června 1838)
- 1924 – Paul Cambon, francouzský diplomat (* 20. ledna 1843)
- 1939 – Urszula Ledóchowska, polská šlechtična, katolická světice (* 17. dubna 1865)
- 1944 – Ján Čajak, slovenský prozaik (* 1863)
- 1955 – Aristide Caradja, rumunský právník a entomolog (* 28. září 1861)
- 1956 – Hermann Abendroth, německý dirigent (* 19. ledna 1883)
- 1958 – Juan Ramón Jiménez, španělský básník, nositel Nobelovy ceny za literaturu za rok 1956 (* 24. prosince 1881)
- 1961 – Uuno Klami, finský hudební skladatel (* 20. září 1900)
- 1967 – Georg Wilhelm Pabst, rakouský filmový režisér narozený v Čechách (* 25. srpna 1885)
- 1973 – P. Ramlee, Malajský herec a zpěvák (* 22. března 1929)
- 1979 – Mary Pickfordová, kanadská filmová herečka, scenáristka a spisovatelka (* 8. dubna 1893)
- 1981 – Sung Čching-ling, manželka prvního prezidenta Čínské republiky Sunjatsena (* 27. ledna 1893)
- 1982 – Romy Schneider, rakouská herečka (* 23. září 1938)
- 1987 – Charan Singh, pátý premiér Indie (* 23. prosince 1902)
- 1989
  - John Cipollina, americký kytarista (* 24. srpna 1943)
  - George Caspar Homans, americký sociolog (* 11. srpna 1910)
- 1992 – Ollie Halsall, britský kytarista (* 14. března 1949)
- 1994
  - Erich Honecker, nejvyšší představitel NDR v letech 1971–1989 (* 25. srpna 1912)
  - Oliver Jackson, americký bubeník (* 28. dubna 1933)
  - Harry Levin, americký literární teoretik (* 18. července 1912)
- 1995 – Andrew Martindale, britský historik umění (* 19. prosince 1932)
- 1997 – Jeff Buckley, americký zpěvák a kytarista (* 17. listopadu 1966)
- 1998 – Barry Goldwater, americký politik (* 1. ledna 1909)
- 2003 – Oleg Makarov, sovětský konstruktér a kosmonaut (* 6. ledna 1933)
- 2006 – Katarína Kolníková, slovenská herečka (* 20. dubna 1921)
- 2009 – Karine Rubyová, francouzská snowboardistka, olympijská vítězka a šestinásobná mistryně světa (* 1. dubna 1978)
- 2010 – Dennis Hopper, americký herec (* 17. května 1936)
- 2011
  - Ferenc Mádl, prezident Maďarska v letech 2000–2005 (* 29. ledna 1931)
  - Sergej Bagapš, prezident separatistické Republiky Abcházie (* 4. března 1949)
- 2012
  - Doc Watson, americký zpěvák a kytarista (* 3. března 1923)
  - Mark Minkov, ruský hudební skladatel (* 25. listopadu 1944)
- 2013 – Mulgrew Miller, americký klavírista (* 13. srpna 1955)
- 2015
  - Henry Carr, americký sprinter, dvojnásobný olympijský vítěz (* 27. listopadu 1942)
  - Doris Hartová, americká tenistka (* 2. června 1925)
- 2020
  - Alfred Kolleritsch, rakouský spisovatel a básník (* 16. února 1931)
  - Jerzy Pilch, polský spisovatel, publicista a scenárista (* 10. srpna 1952)

## Svátky

### Česko
- Maxmilián, Maxim, Max, Maxima
- Elmar, Elemir

### Svět
- Mezinárodní den mírových jednotek OSN
- Antický Řím – Ambarvalia
- Slovensko – Vilma
- Argentina – Den armády
- Maďarsko – Magdolna
- Nigérie – Den demokracie
- Anglie – Oak Apple Tree
- USA – Memorial Day (je-li pondělí)

| 29. květen v pražském KlementinuÚdaje jsou platné k 29. 4. 2025. | 29. květen v pražském KlementinuÚdaje jsou platné k 29. 4. 2025. | 29. květen v pražském KlementinuÚdaje jsou platné k 29. 4. 2025. |
| minimum                                                          | denní průměr                                                     | maximum                                                          |
| ---------------------------------------------------------------- | ---------------------------------------------------------------- | ---------------------------------------------------------------- |
| 3,1 °C (1957)                                                    | 16,0 °C (od 1961)                                                | 32,8 °C (2005)                                                   |